# Chapelle Saint-Lupien
La chapelle Saint-Lupien est une chapelle catholique-romaine dédiée à Saint Lupien de Rezé et située sur le site de Saint-Lupien à Rezé, en France.

## Nom
Lors de sa construction, la chapelle est dédiée à un certain Lupianus ou Lupien, un des premiers chrétiens à Ratiatum (Rezé) qui fut baptisé après 345 par l'évêque Hilaire de Poitiers.
Les reliques du saint ne se trouvent plus dans son tombeau situé dans la chapelle, car semble-t-il, elles furent emmenées en Auvergne lors des invasions normandes.
Saint Lupien n'a rien à voir avec Saint Louvent, abbé en Gévaudan, martyr au VIe siècle, et qui porte aussi ce prénom.

## Localisation
La chapelle est située près du centre-ville de la commune de Rezé (où se trouve l'hôtel de ville), dans le département de la Loire-Atlantique. Le site était en bordure du Seil, un bras de la Loire qui fut comblé, et aux bords se développa l'antique cité de Ratiatum dont il reste des vestiges comme le mur gallo-romain.

## Historique
Le site Saint-Lupien présente un prieuré du XVe siècle construit sur un sanctuaire mérovingien, lui-même à l'emplacement de constructions gallo-romaines. Avant la chapelle visible actuellement, une autre plus ancienne a sans doute auparavant été bâtie puis détruite par les vikings. Jusqu'en 1790, le prieuré appartenait à l'abbaye de la Madeleine de Geneston.
La messe y est interdite depuis 1777 en raison de son délabrement, mais elle fut un lieu de pèlerinage jusqu'au XIXe siècle. Elle fut transformée en bâtiment de ferme, puis rachetée par la Ville en 1983.
La chapelle et le mur gallo-romain situé à proximité sont classés séparément au titre des monuments historiques depuis le 9 décembre 1986 (mur et chapelle Saint-Lupien).

## Photographies

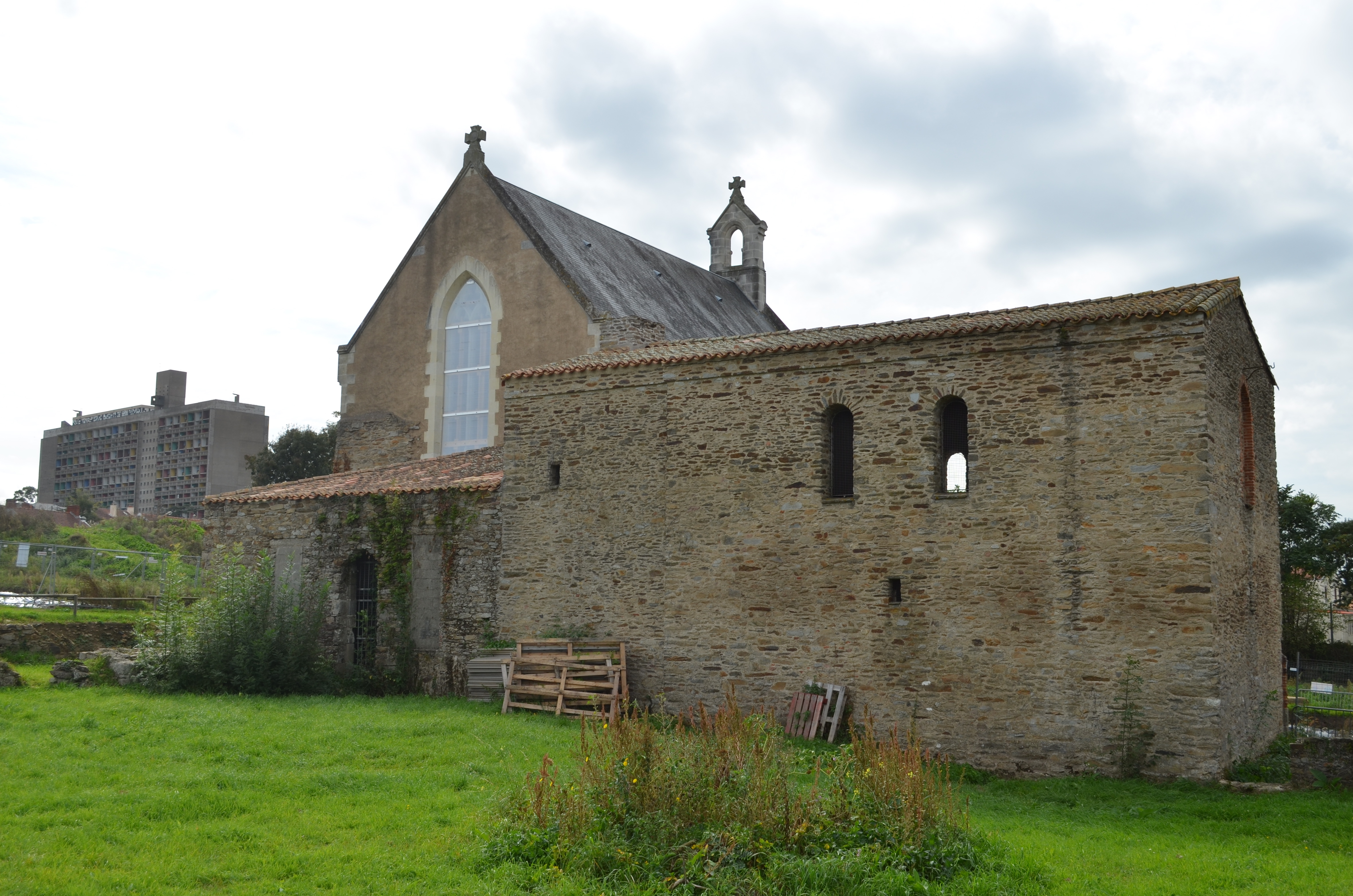
La chapelle et la cité radieuse en arrière-plan
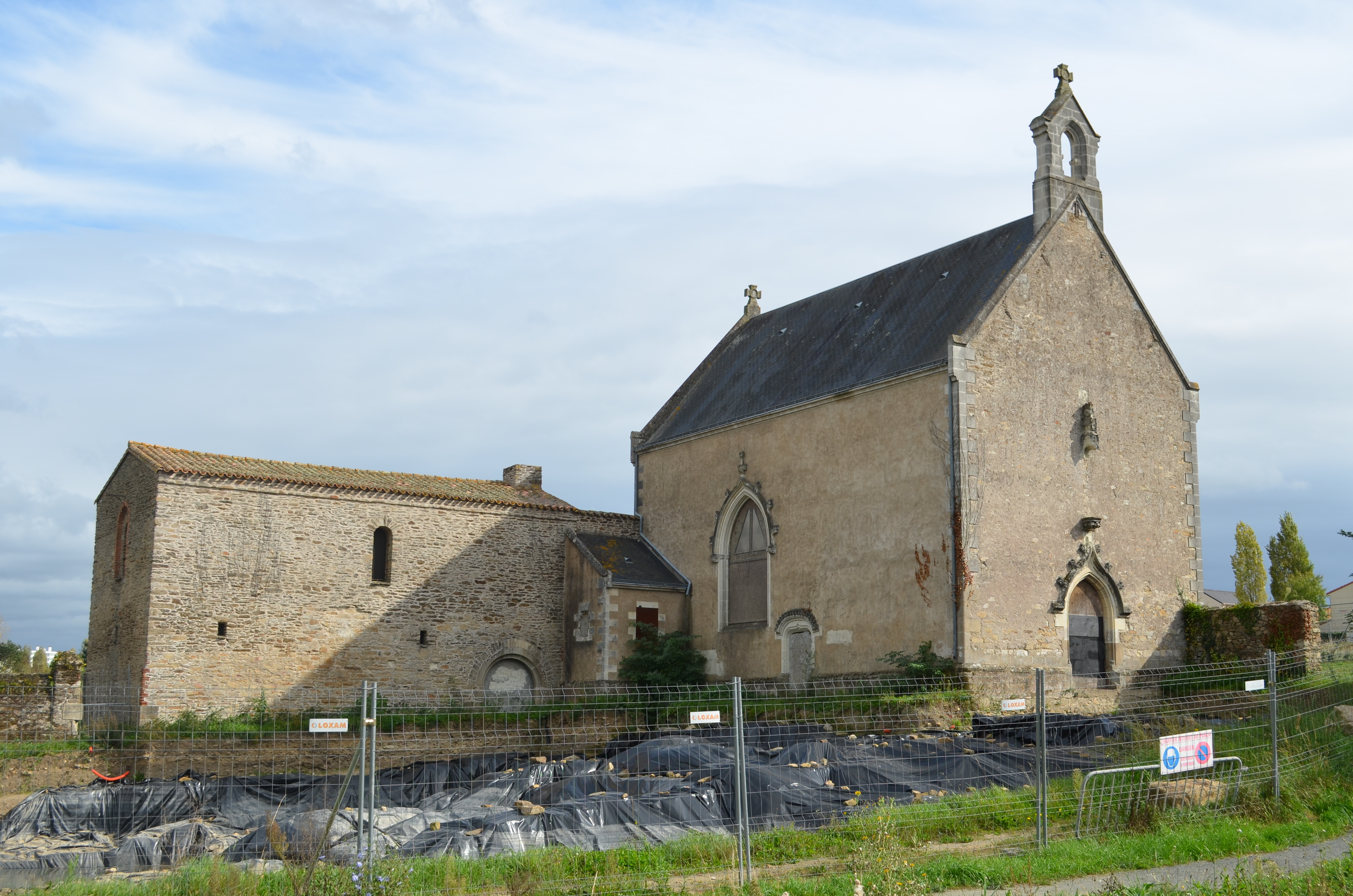
La chapelle et les recherches archéologiques en 2011